# Meister Dietrich (Salice-Contessa)
Meister Dietrich ist ein Kunstmärchen des romantischen Dichters Karl Wilhelm Salice-Contessa (1777–1825) aus dem Jahr 1809.

## Entstehung und Wirkung

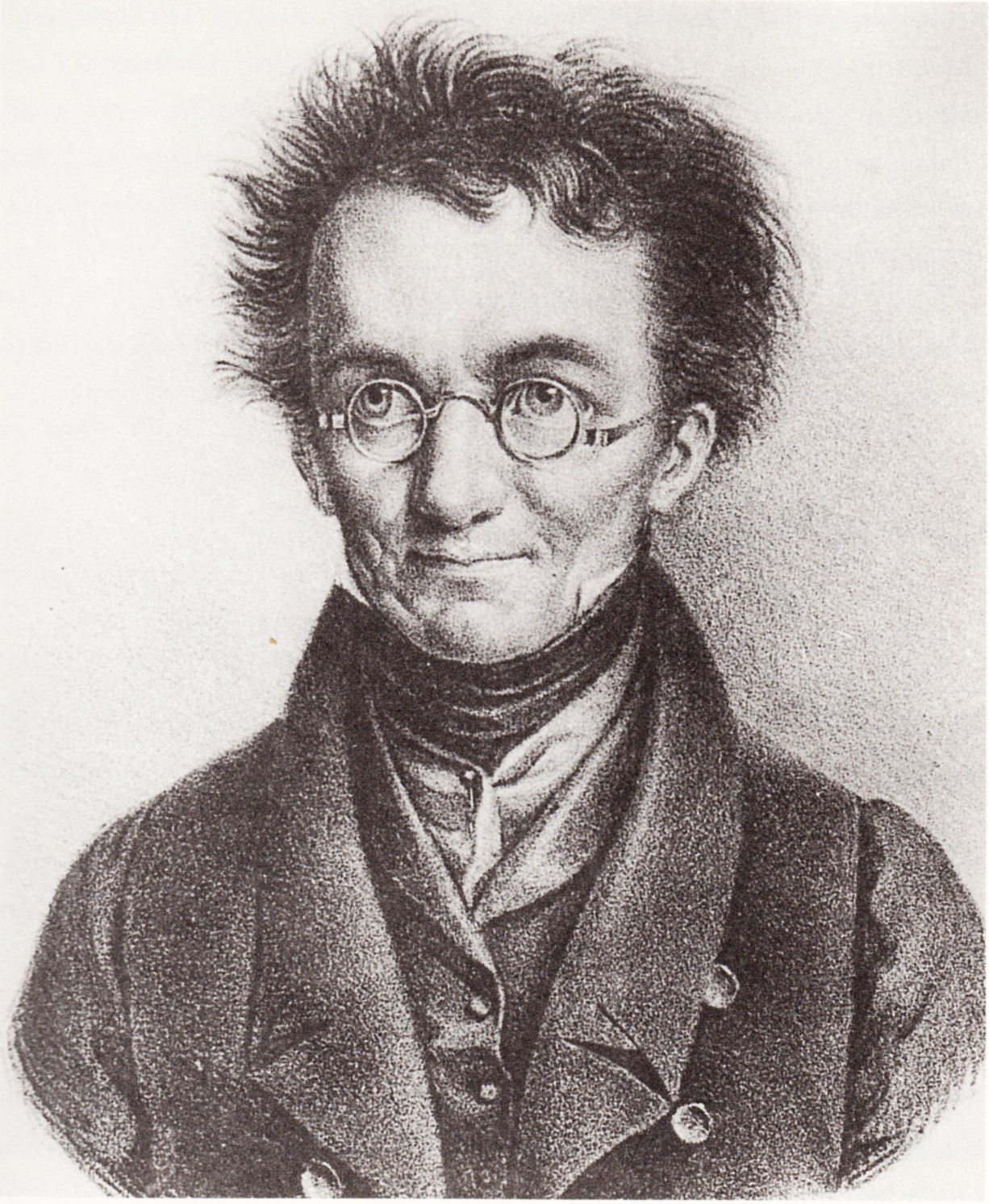
Der Autor Karl Wilhelm Salice-Contessa

Karl Wilhelm Salice-Contessa verfasste das Märchen 1809 während seiner Berliner Zeit und publizierte es 1811 zusammen mit anderen Werken von ihm und seinem Bruder Christian Jakob Salice-Contessa. Die romantische Erzählung in Form eines Kunstmärchens und mit Zügen einer Schauergeschichte knüpft stilistisch und inhaltlich an die Werke des Frühromantikers Ludwig Tieck an und beeinflusste seinerseits die hochromantische Prosa von Adelbert von Chamisso (Peter Schlemihls wundersame Geschichte, 1813), Friedrich de La Motte Fouqué (Undine, 1811) und E. T. A. Hoffmann (Der goldne Topf, 1814). Mit diesen dreien sollte er 1814 Freundschaft schließen und in den Dichterkreis der Serapionsbrüder eintreten.

## Inhalt
Meister Dietrich ist ein genügsamer Mann, der gerne im Kreis seiner Frau Kunigunde und seiner beiden Kinder weilt und tagsüber seiner Tätigkeit als Maler nachgeht. Gerade ist er in einer Benediktiner-Klosterkirche mit der Restauration eines Altargemäldes beschäftigt, als eine seltsame Gestalt, in der Erzählung als Grünrock bezeichnet, zu ihm hintritt. Er spornt Meister Dietrich an, über seine kümmerliche Existenz hinauszudenken und nach Höherem zu streben. Dietrich fragt diesen zurück „was denn auf der Welt noch Höheres und Besseres sei, denn sein Weib liebhaben, Kinder zeugen und erziehen, und seine Tage, einen wie den anderen, am Pfluge der gewohnten Arbeit in regelmässige Furchen legen?“ Dennoch hat ihn die Rede des Grünrocks aufgewühlt und er malt in Gedanken versunken drei rote Sternlein an die Kirchenwand. Bald darauf begegnet ihm in der Kirche die Gräfin von Rovero, die ihn ihm wachsende Begierde entfacht. Sie bittet ihn für einen Kunstauftrag zu sich ins Schloss. Wiederholt versucht der Grünrock, Meister Dietrich zur Annahme dieses Angebots zu überreden.
Schließlich gibt Dietrich seinem Verlangen nach und arbeitet fortan im Schloss. Die Gräfin eröffnet ihm, dass er ein Porträt von ihr selbst malen solle, das sich der Graf wünsche. Berauscht vom sozialen Aufstieg und den Andeutungen der Gräfin auf eine mögliche Affäre oder gemeinsame Zukunft, vernachlässigt er zunehmend seine Frau und seine Kinder. Eines Abends hört er Kunigunde beim Heimkommen ein melancholisches Lied in naturlyrischen Metaphern über die Untreue der Männer singen: „Der Liebste schwur, da kam der Wind / Da hatt er nichts versprochen.“ Gerade, als er sich ihr zu Tränen gerührt zuwenden will, taucht der Grünrock in seinem Haus auf, und berichtet von der „gefährlichen“ Arbeit Dietrichs beim Porträtieren der wunderschönen Gräfin. Kunigunde ist tief verletzt und erkrankt in den folgenden Tagen ernsthaft. Dietrich ist hin- und hergerissen und entschließt sich, den Grünrock um Rat zu bitten. Er sucht diesen im Kloster, wo ihn eine Vision überkommt: Er sieht die anziehende Gräfin, der er eigentlich entsagen möchte, dann Kunigunde in der mittleren Frauengestalt seines Altarbildes. Er hört Angstschreie durch die Kirche hallen, sieht aber keinen Menschen. „Da fasste ihn Grausen und Entsetzen, vor seinen Augen ward es dunkel, er wollte fliehen und konnte nicht, in diesem Augenblick prasselte ein fürchterlicher Donnerschlag herab, und ohne Bewusstsein stürzte er zu Boden.“
Dietrich erwacht in einer Mönchszelle und eilt – Übles ahnend – nach Hause, wo er seine Tochter antrifft, die ihm sagt, die Mutter würde schlafen. Tatsächlich findet er Kunigunde tot auf und bereut zutiefst, sie vernachlässigt zu haben. Er fällt danach für Tage selbst in schweres Fieber. Doch als er wieder zu Kräften kommt, fühlt er sich erneut zur Gräfin hingezogen, gibt seine Kinder in die Obhut der Schwägerin, und zieht ins Schloss, wo er nun als Sekretarius arbeitet. Die Gräfin überredet ihn, Kopien geheimer Staatsdokumente anzufertigen. In der Zwischenzeit stirbt auch der Sohn von Dietrich, doch der ist zu sehr mit der Gräfin beschäftigt, deren Liebesgunst er vergeblich gewinnen will. Als eines Tages der Graf die Spionagetätigkeit der Gräfin aufdeckt, fordert diese Dietrich auf, den Grafen zu ermorden. Der Meister sucht den Grünrock auf, und der gibt ihm eine Phiale schnell wirkenden Gifts. Dietrich schüttet dieses in den Becher des Grafen, und irrt danach aufgewühlt und im Wahnsinn durch die Gegend. Die Gräfin ist zufrieden, geht aber dennoch nicht auf Dietrichs fortwährendes Werben ein, sondern möchte ihn fortschicken. Niedergeschlagen irrt Dietrich herum und gelangt auf einen Friedhof, bald bemerkend, dass er direkt an Kunigundes Grab gelangt war. Ein Zecher erzählt ihm, er habe dasselbe Schicksal erlitten, wie Dietrich. Er solle nur im Schloss nachschauen, wie ein anderer seinen Lohn kassiere. Dietrich sucht das Schloss auf und findet die Gräfin in den Armen des Grünrocks vor. In rasender Wut ergreift er dessen Schwert und erdolcht die Gräfin, während sich der Grünrock in Luft auflöst.
Dietrich wird verhaftet, gesteht beide Morde und wird zum Tod verurteilt. Er ist aber nun geläutert und mit sich und Gott im Reinen. „In die Nacht seines Lebens brach von jenseit [sic] ein freundliches Morgenrot herein, und er sehnte sich hinüber nach dem schönen Tage.“ Der Grünrock begegnet ihm im Gefängnis erneut und fordert ihn auf, mit ihm zu fliehen, doch Dietrich wendet sich endgültig von ihm ab. Er kann beim Richter noch die Gnade erwirken, sein Altargemälde im Kloster vor der Hinrichtung fertigstellen zu dürfen, was er mit höchster Befriedigung tut. In einer Traumvision in der Nacht vor der Hinrichtung wandert er durchs Gebirge und kommt vom Weg ab, bis er durch die Gnade eines Fremden von Nebeln entrückt und in ein Reich geflügelter Wesen emporgehoben wird, wo er Kunigunde wieder sieht. „Da ward aber der Glanz, der sie umgab, so über alle Massen mächtig, dass seine Augen ihn nicht ertragen konnten [...]“ Er erwacht aus der Traumvision und wird nun durch seine Hinrichtung endgültig wieder mit Kunigunde vereinigt. Auf Erden werden später viele gestärkt, die in ernster Andacht vor seinem Altar in der Klosterkirche beten.

## Interpretation
Das Kunstmärchen entwickelt im Protagonisten einen doppelten Konflikt. Erstens ist er zwischen wahrem bescheidenem Künstlertum und karrieristischem Erfolgsstreben hin- und hergerissen – ein typisch romantisches Motiv. Zweitens tobt in ihm ein Konflikt zwischen seiner echten Liebe zu Kunigunde und dem häuslich-familiären Umfeld einerseits, und seiner Begierde nach der Gräfin andererseits. Die moralische Wertung ist klar: Künstlertum und Familiensinn sind der einwandfreie Ausgangspunkt, das Streben nach dem Erfolg und der Gunst der Gräfin führt jedoch über Leichen und treibt Dietrich vorübergehend in den Wahnsinn. Die drei Schauplätze spiegeln diese Polarität: Das Kloster (religiöse Demut) und das Haus (Familiensinn) stehen dem Schloss (Macht, Intrigen) gegenüber. Typisch romantische Elemente sind die Übereinstimmungen von Landschafts- und Wetterphänomen mit dem Befinden des Protagonisten (Seelenlandschaft) und das wiederholte Einstreuen von Träumen, Visionen und Gedichten in den Text. Unverkennbar ist der Bezug auf die Herzensergießungen eines kunstliebenden Klosterbruders (1796) von Ludwig Tieck und Wilhelm Heinrich Wackenroder: Nicht nur Dietrichs künstlerisches Wirken im Kloster weist darauf hin, sondern auch ein Madonnenbildnis Raffaello Sanzios von reinster Schönheit im Schloss des Grafen, das er beim ersten Besuch noch bewundert, mit zunehmender Verdorbenheit seiner Seele jedoch kaum mehr ansehen kann. Das Märchen enthält keine explizit übersinnlichen Elemente, aber der diabolische Grünrock als unheimliche Verführergestalt, die plötzlich auftauchen und verschwinden kann, verweist implizit auf die Welt der Teufel und Gespenster. Anders als manche Schauergeschichte der Romantik hat diese einen positiven Ausgang, allerdings ist der nur tragisch möglich: Die Rückkehr zu Kunst, Religion und wahrer Liebe erfordert das Opfer des Todes.

## Ausgaben
- Meister Dietrich, in: Dramatische Spiele u. Erzählungen von den Brüdern Contessa, Bd. 1, 1811. (Erstausgabe)
- Meister Dietrich, in: Magister Rösslein. Vier romantische Märchen, [Ost-]Berlin / Weimar 1981, S. 5–47.
- Meister Dietrich im Projekt Gutenberg.